# Heute spielen wir den Boß – Wo geht’s denn hier zum Film?
Heute spielen wir den Boß – Wo geht’s denn hier zum Film? ist eine deutsche Filmkomödie von Peer Raben mit Kurt Raab und Peter Kern aus dem Jahre 1981.

## Handlung
Konrad Reichenstein und Fritz Paulig eint eines: die große Liebe zum Film. Sie träumen davon, einmal ins Scheinwerferlicht hineinzutreten. Denn sie sind Komparsen, Kleindarsteller, die sich von Film zu Film irgendwie durchwursteln und doch nie die Chance bekommen, selbst zum Star zu werden. Reichenstein, der Verrückte und doch irgendwie auch sympathisch, kriecht in erträumte Filmrollen tief hinein und baut sich seine Scheinwelt, in der er zur Rolle, zur dargestellten Figur wird, sodass er bald nicht mehr seine eigentliche Identität von der erhofften Sprechrolle unterscheiden kann. Für ihn ist das ganze Leben ein Film, und in dem hat er sich selbstverständlich nichts anderes als die Hauptrolle zugedacht. Paulig wiederum, ein behäbiger, plumper Typ mit guten Manieren aber doch skurrilen Eigenschaften, ähnelt der Antipode Reichenstein lediglich in seiner Faszination der Zelluloidbranche. Den Traum, einmal im Zentrum des filmischen Geschehens, haben die beiden Kleinmimen trotz ständiger Rückschläge nicht aufgegeben. Im Lauf der Jahre entwickelte jeder von ihnen seine eigenen Marotten und Ticks. Reichenstein läuft in täglich wechselnden Verkleidungen herum, mal als historische Persönlichkeit, mal als Phantasiegestalt. In diesen Momenten wird er eins mit dem dargestellten Charakter. Paulig treibt einen Kult mit Zeitungen, an deren Rändern er sich beharrlich und überall Notizen zu machen pflegt und die er dann sorgsam in seinem kleinen Zimmer verwahrt, das er stets abgeschlossen hält. Paulig ist ein Chaot, Unordnung ist sein zweiter Vorname. Hierin ist Reichenstein das ganze Gegenteil: ein Pedant und Ordentlichkeitsfanatiker.
Eines Tages begegnet Paulig auf dem Weg zu einer Filmproduktion im Bus der drallen und ziemlich blonden Sekretärin Rita Kaiser. Er trägt bereits seine Kostümierung für ein Vorstellungsgespräch – es soll eine „Leiche im Smoking“ besetzt werden. Rita, nicht allzu helle, hält ihn für einen feinen Herrn der besseren Gesellschaft und beginnt Interesse zu zeigen. Er überreicht Rita eine Visitenkarte der Künstleragentur, die sich ganz auf Komparsen-Besetzung spezialisiert hat. Paulig meint, die vollbusige Blondine solle sich dort einfach mal vorstellen, vielleicht könne man ihr ja helfen. Tatsächlich wirft Rita ihren Job hin und beabsichtigt, zum Film zu gehen. Dort lernt sie auch Reichenstein kennen, die beide für denjenigen Film engagiert werden, in dem Paulig den Toten „spielen“ wird. Rita freundet sich mit Reichenstein an, der sie mit nach Hause nimmt, wo sie zu ihrer Überraschung Paulig wieder sieht. Die beiden verloben sich gleich in der ersten Nacht. Rita zieht in die Männerwohnung ein und bringt den handzahmen Menschenaffen Alexander von Freiligrath mit, der in der Folgezeit nicht nur für reichlich Verwirrung sorgen wird, sondern auch Reichenstein seine ganze Zuneigung schenkt.
Bald wollen Rita und Fritz heiraten – die ideale Gelegenheit, so finden Reichenstein, Paulig und die übrigen Komparsen, darüber einen Film zu drehen und diesmal selbst der Boss zu sein. Doch Ritas Mutter, eine toughe und argwöhnische Geschäftsfrau aus der deutschen Provinz, wird sofort misstrauisch, als sie von der Eheschließung mit einem angeblich einflussreichen „Filmproduzenten“ erfährt, und reist augenblicklich an. Pauligs und Reichensteins kühner Plan lautet, ein perfektes potemkinsches Dorf zu errichten, die filmische Umsetzung einer Traumhochzeit, in der nur Frau Kaiser keine Ahnung hat. Voller Genugtuung und mit diebischer Freude übernehmen alle Komparsen die Funktionen der zuvor eingesperrten Produktionsmitarbeiter. Endlich stehen die Herrschaften der zweiten und dritten Reihe ganz im Vordergrund! Kaum ist Frau Kaiser eingetroffen, spielt man ihr die perfekte Scheinwelt eines florierenden Unternehmens vor. In einer luxuriösen Wohnung wird schon am darauf folgenden Tag die Hochzeit von Rita und Paulig zelebriert, die jedoch durch einen Verräter ein jähes Ende nimmt. Ritas Mutter ist jedoch emotional berührt und glaubt an das Glück ihrer Tochter mit dem Glücklosen. Schließlich erscheint am Bahnhof, wohin man die Mutter zur Heimreise gebracht hat, die Polizei. In deren Begleitung befindet sich auch der Regisseur des neuen, des wirklichen Films. Denn es handelt sich bei der ganzen Veranstaltung um einen Film-im-Film, der die Drei demnächst in die erste Reihe der Darstellerriege katapultieren soll.

## Produktionsnotizen
Heute spielen wir den Boß – Wo geht’s denn hier zum Film? ist ein seltener Ausflug, den zahlreiche Mitglieder der Entourage von Rainer Werner Fassbinder im Frühjahr 1981 in das Komödienfach unternahmen. Seine Premiere fand im September 1981 während der Filmfestspiele in San Sebastian statt, wo Dolly Dollar zur Miss Festival gekürt wurde. In Deutschland lief Heute spielen wir den Boß – Wo geht’s denn hier zum Film? im November 1981 an.

## Kritik
„Ein verkrampftes, schwerfälliges Lustspiel ohne jeden Witz.“